# Бароцци (лунный кратер)
Кратер Бароцци (лат. Barocius) — древний ударный кратер в гористой материковой части южного полушария видимой стороны Луны. Название дано в честь итальянского математика, астронома и гуманиста Франческо Бароцци (1537—1604) и утверждено Международным астрономическим союзом в 1935 г.

## Описание кратера

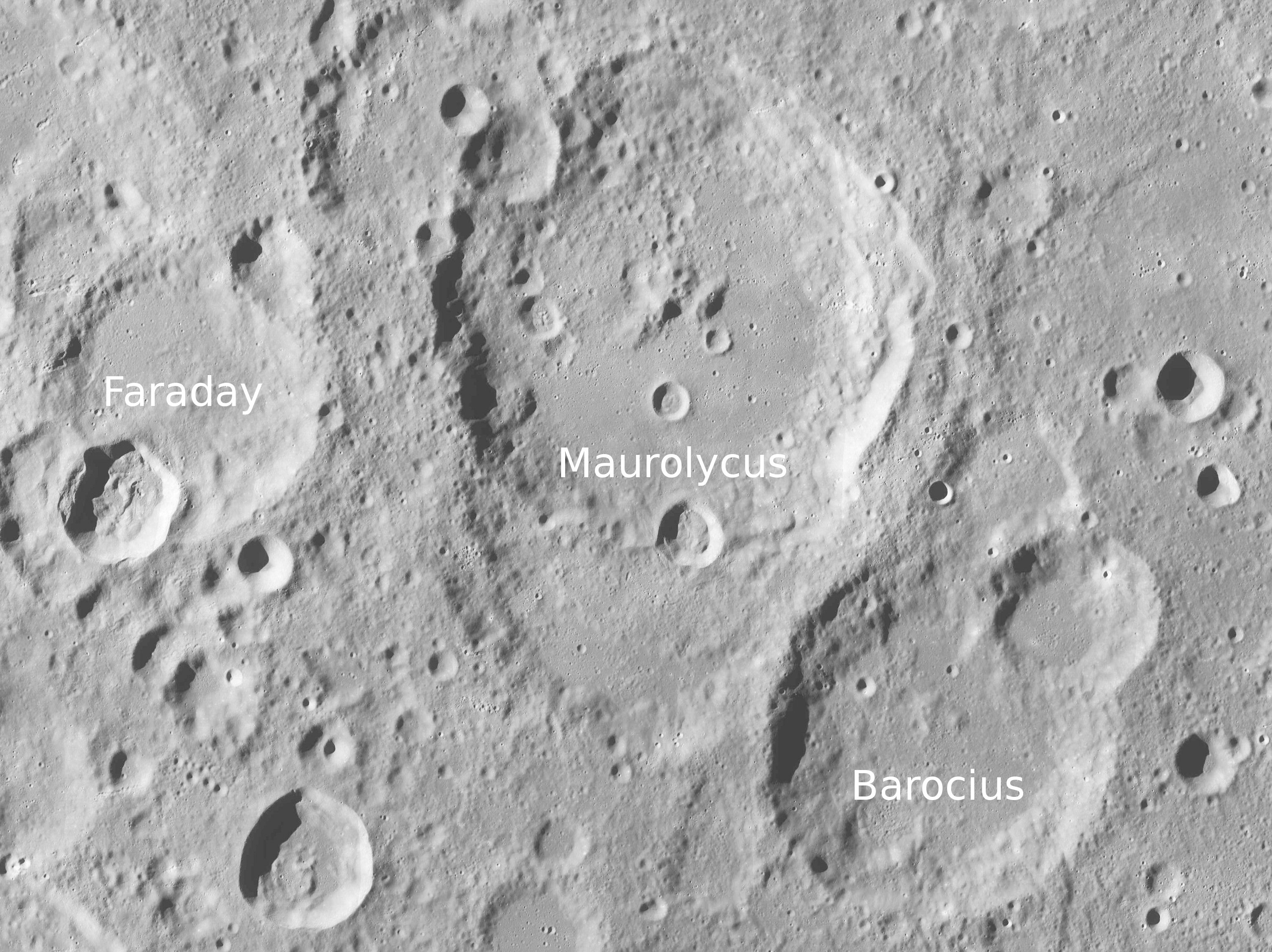
Снимок зонда Lunar Reconnaissance Orbiter.

Ближайшими соседями кратера является кратер Мавролик на северо-западе; кратер Клеро на юго-западе; кратер Брейслак на юге-юго-востоке. Селенографические координаты центра кратера — 44°59′ ю. ш. 16°49′ в. д. / 44,98° ю. ш. 16,81° в. д., диаметр — 83 км, глубина — 3,52 км.
Кратер за время своего существования существенно разрушен последующими импактами, северо-восточную часть вала перекрывают сателлитные кратеры Бароцци B и Бароцци C (см. ниже). Высота вала над окружающей местностью составляет 1370 м, объем кратера приблизительно 6300 км³. В юго-западной части чаши кратера находятся остатки сателлитного кратера Бароцци W. Имеется небольшой центральный пик, несколько смещенный к северу от центра чаши.

## Сателлитные кратеры
| Бароцци | Координаты                                            | Диаметр, км |
| ------- | ----------------------------------------------------- | ----------- |
| B       | 44°08′ ю. ш. 18°17′ в. д. / 44,13° ю. ш. 18,29° в. д. | 36,6        |
| C       | 43°07′ ю. ш. 17°29′ в. д. / 43,11° ю. ш. 17,48° в. д. | 35,8        |
| D       | 46°04′ ю. ш. 19°11′ в. д. / 46,06° ю. ш. 19,18° в. д. | 8,7         |
| E       | 47°14′ ю. ш. 22°09′ в. д. / 47,24° ю. ш. 22,15° в. д. | 23,6        |
| EC      | 48°13′ ю. ш. 22°29′ в. д. / 48,22° ю. ш. 22,49° в. д. | 7,7         |
| F       | 45°55′ ю. ш. 21°36′ в. д. / 45,92° ю. ш. 21,60° в. д. | 15,4        |
| G       | 42°31′ ю. ш. 21°02′ в. д. / 42,52° ю. ш. 21,03° в. д. | 27,6        |
| H       | 46°43′ ю. ш. 21°38′ в. д. / 46,71° ю. ш. 21,63° в. д. | 10,6        |
| J       | 44°58′ ю. ш. 21°25′ в. д. / 44,97° ю. ш. 21,41° в. д. | 27,2        |
| K       | 45°13′ ю. ш. 19°38′ в. д. / 45,22° ю. ш. 19,63° в. д. | 13,6        |
| L       | 42°30′ ю. ш. 18°49′ в. д. / 42,50° ю. ш. 18,81° в. д. | 13,0        |
| M       | 42°27′ ю. ш. 19°29′ в. д. / 42,45° ю. ш. 19,48° в. д. | 15,8        |
| N       | 43°12′ ю. ш. 19°46′ в. д. / 43,20° ю. ш. 19,76° в. д. | 10,1        |
| O       | 45°45′ ю. ш. 21°56′ в. д. / 45,75° ю. ш. 21,93° в. д. | 5,4         |
| R       | 43°55′ ю. ш. 21°32′ в. д. / 43,91° ю. ш. 21,53° в. д. | 14,3        |
| S       | 42°30′ ю. ш. 21°49′ в. д. / 42,50° ю. ш. 21,82° в. д. | 8,3         |
| W       | 45°41′ ю. ш. 16°13′ в. д. / 45,68° ю. ш. 16,21° в. д. | 18,9        |

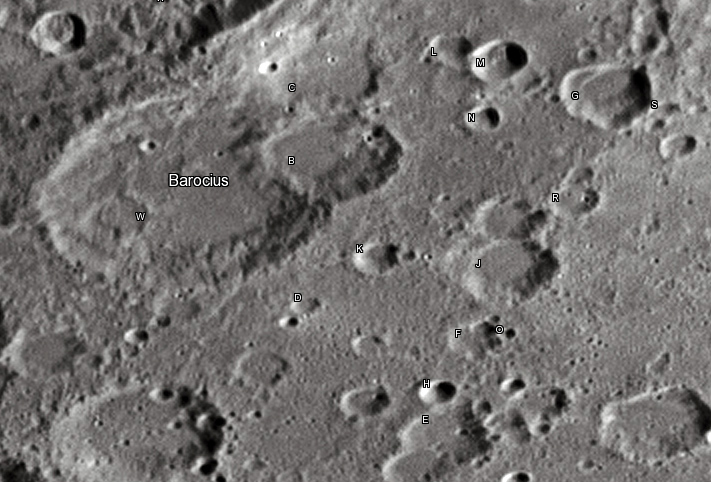
Снимок Девида Кемпбелла.

- Сателлитный кратер Бароцци C включен в список кратеров с яркой системой лучей Ассоциации лунной и планетарной астрономии (ALPO[5].
- Сателлитный кратер Бароцци M включен в список кратеров с темными радиальными полосами на внутреннем склоне Ассоциации лунной и планетарной астрономии (ALPO)[6].
- Образование сателлитного кратера Бароцци B относится к нектарскому периоду[4].